# Jack Lynch
John Mary „Jack“ Lynch (15. srpna 1917 – 20. října 1999) byl irský politik. V letech 1966–1973 a 1977–1979 zastával funkci premiéra Irska. Byl představitelem strany Fianna Fáil, které předsedal v letech 1966–1979. Roku 1957 byl ministrem regionálního rozvoje, v letech 1957–1959 ministrem školství, 1959–1965 ministrem průmyslu a obchodu, 1965–1966 ministrem financí. Aktivně se věnoval tradičním irským sportům – hurlingu a tzv. keltskému fotbalu.